# Dendrobium moniliforme
Dendrobium moniliforme, hay Lan Sekikoku, là một loài lan trong chi Lan hoàng thảo.